# Kshitigarbha

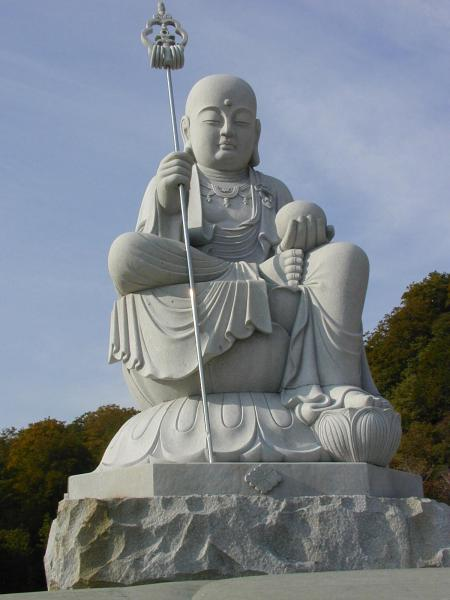
Jizō-Statue auf dem Osorezan

Kshitigarbha (Sanskrit क्षितिगर्भ Kṣitigarbha [kʂɪtɪˈɡʌrbʱʌ]; chinesisch 地藏菩薩, Pinyin Dìzàng púsà, kurz 地藏 Dìzàng; japanisch 地蔵菩薩 Jizō bosatsu, kurz 地蔵 Jizō; vietnamesisch Địa tạng bồ tát, kurz Địa tạng; koreanisch 지장보살 jijang bosal, kurz 지장 jijang; tibetisch ས་ཡི་སྙིང་པོ sa'i snying po) ist eine besonders in Japan populäre Bodhisattva-Figur.

## Japanischer Buddhismus
Die Jizō-Statuen zeigen einen buddhistischen Mönch mit kahl geschorenem Schädel, der in der Hand ein Wunschjuwel und/oder einen Pilgerstab hält. Oft wird Jizō auch als Kind dargestellt.
Jizō begleitet die Seelen auf ihrem Weg in die Unterwelt. Legenden erzählen, wie er in die Hölle hinabsteigt und die Sünder rettet. Daher findet man die meisten Jizō-Statuen auch auf Friedhöfen.
Jizō ist traditionell der Schutzgott der Kinder, insbesondere der Kinder, die vor ihren Eltern sterben. Seit den 1980er Jahren entwickelte sich ein Trend, ihn auch als Wächter der Seelen der Mizuko (水子 ‚Wasserkinder‘), also von Totgeborenen, Fehlgeburten und abgetriebenen Föten, zu verehren. Dies ist im Zusammenhang mit einer damals wegen eines Verbotes von Antikonzeptiva verbreiteten Abtreibungspraxis zu sehen.
In der japanischen Mythologie sind Seelen von ungeborenen oder totgeborenen Kindern unfähig, den mythologischen Fluss Sanzu (三途の川 Sanzu no kawa) auf ihrem Weg zur Unterwelt zu überschreiten, sie verbleiben in einer Art Zwischenwelt. Jizō soll diese nun finden und über den Fluss bringen.
Die Statuen haben oft Babylätzchen umgebunden. Diese werden von Eltern umgebunden, die hoffen, dass Jizō ihre Kinder anhand dieses persönlichen Besitzes (am Geruch) schneller findet.
Auf dem Osore-zan, einem erloschenen Vulkan am Rande eines Kratersees in der Präfektur Aomori, steht der 845 gegründete Tempel Entsu-ji, um den sich eine Wüste aus erstarrter Lava ausbreitet. Mitten in dieser Landschaft stehen Statuen von Jizō. Diese Gegend wird nämlich als Vorhölle betrachtet, wo Jizō gegen die Dämonen kämpft, die die Seelen toter Kinder in die Hölle zu ziehen versuchen.
Jizō wird auch oft zu den Gottheiten der Reisenden und Wege, den Dōsojin, gezählt.

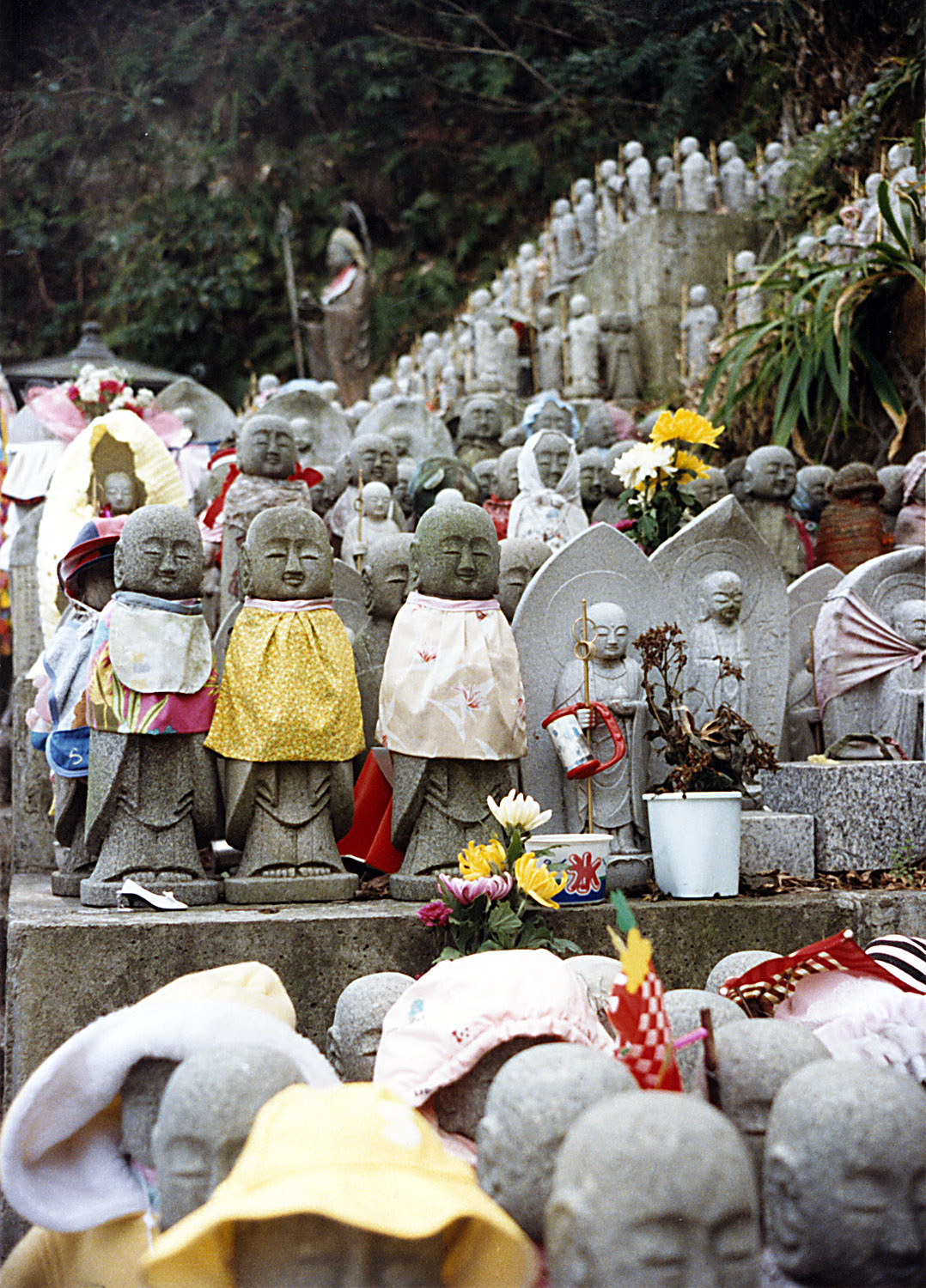
Jizos am Hase-dera, Kamakura
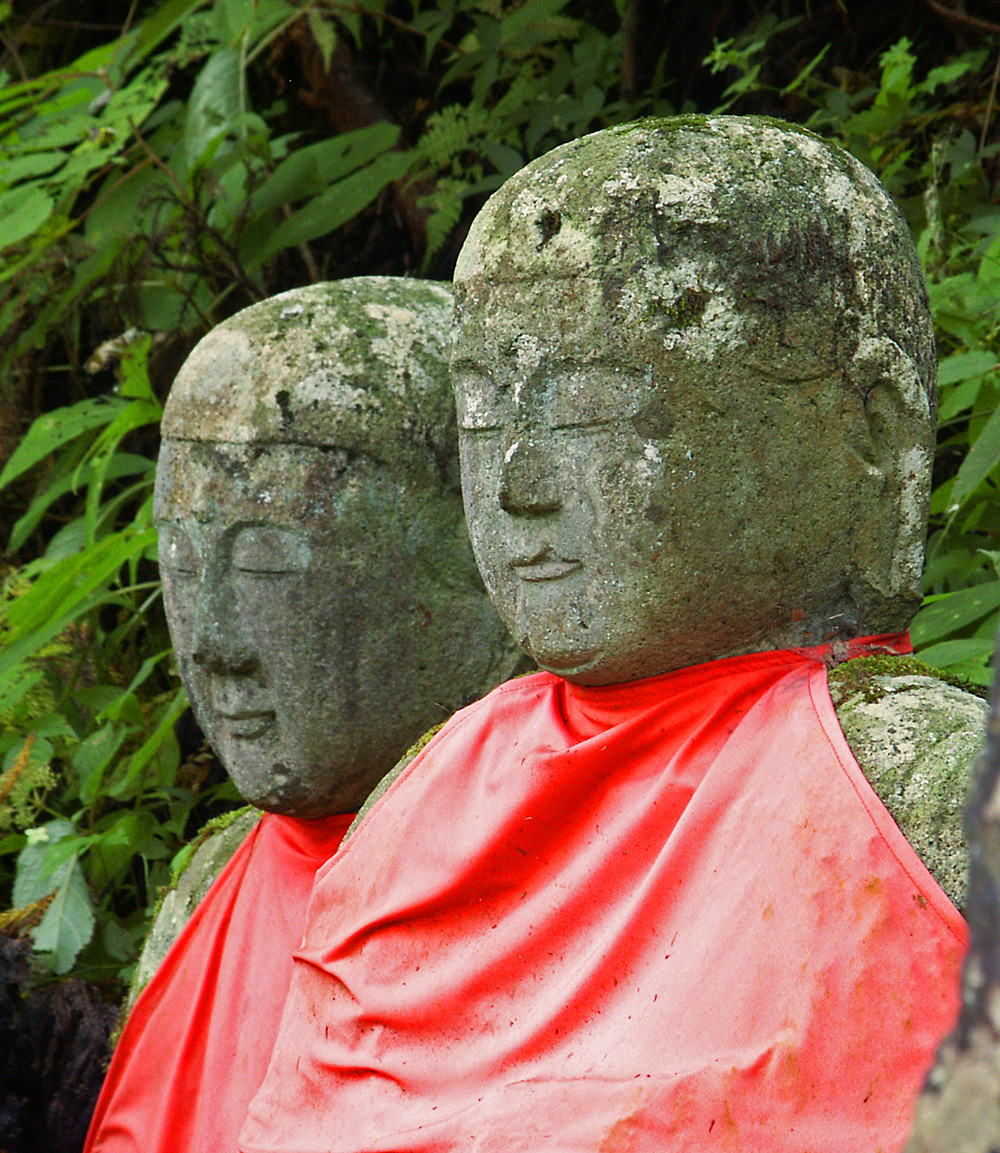
Zwei Jizō in Nikkō
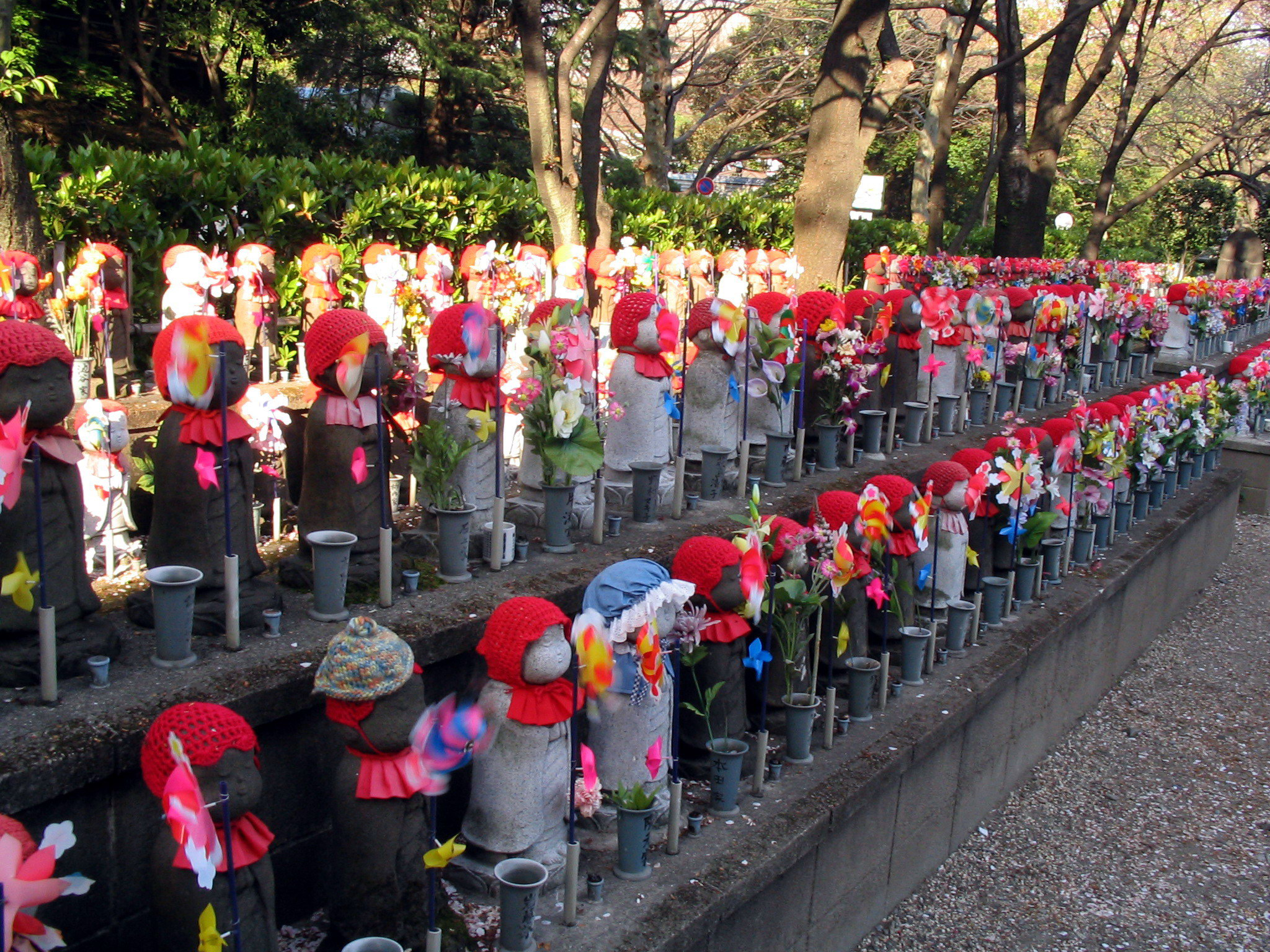
Jizōs am Zōjō-ji, Minato, Präfektur Tokio
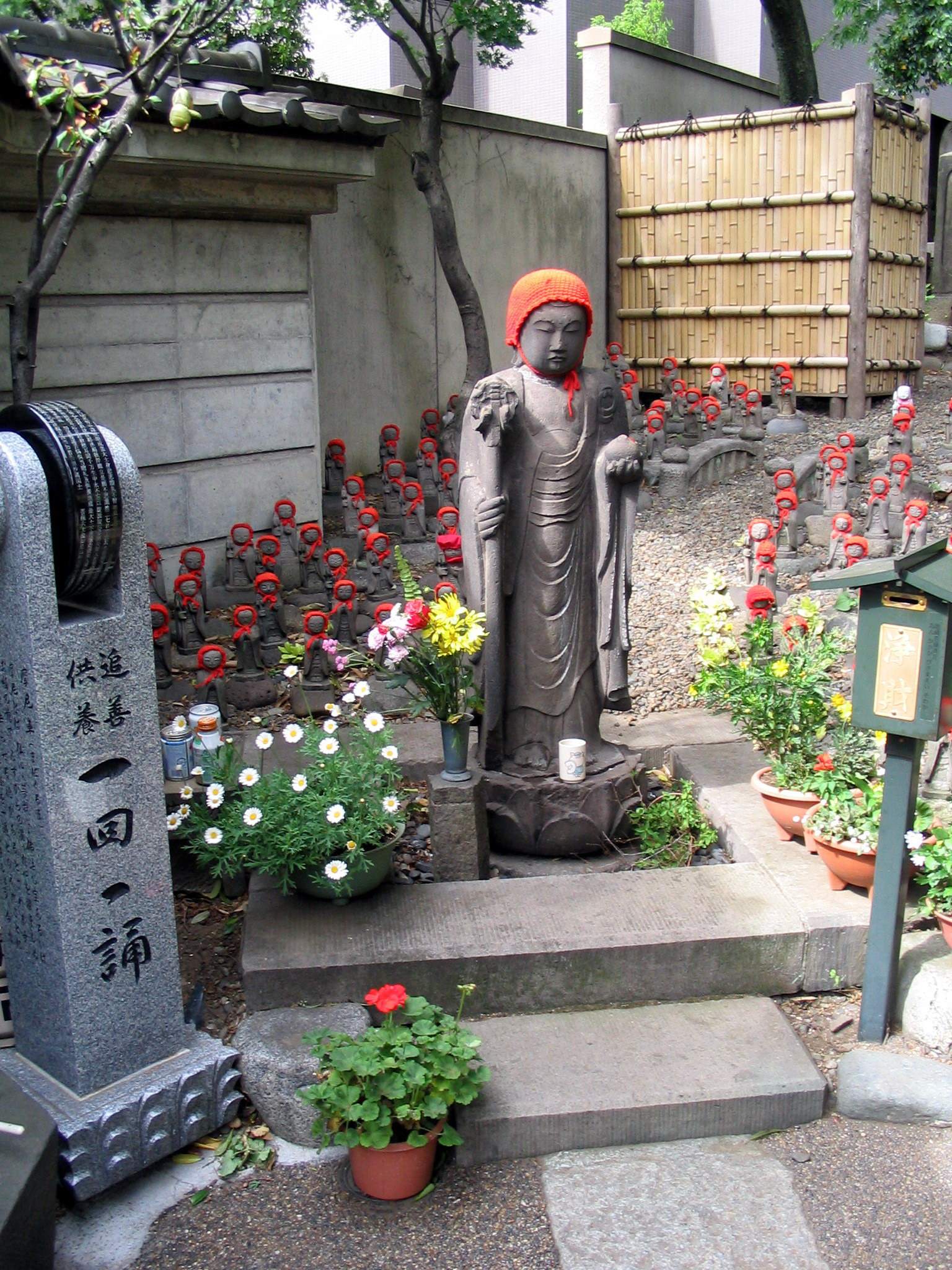
Jizō am Daien-ji, Meguro, Präfektur Tokio